# Семеновская (Тарногский район)
Семеновская — деревня в Тарногском районе Вологодской области.
Входит в состав Заборского сельского поселения, с точки зрения административно-территориального деления — в Заборский сельсовет.
Расстояние по автодороге до районного центра Тарногского Городка — 16 км, до центра муниципального образования Красного — 7 км. Ближайшие населённые пункты — Сверчковская, Аксеновская, Ромашевский Погост, Поспеловская.
По переписи 2002 года население — 49 человек (22 мужчины, 27 женщин). Всё население — русские.